# Orimoa
Orimoa was een Nederlandse jeugdserie die door de NCRV werd uitgezonden op televisie in de periode 1971-1975. In elke uitzending zaten veel liedjes met koor maar ook solo's, waarbij de liedjes ook werden uitgezonden door de NCRV-radio. Er zijn in vier seizoenen in totaal 28 afleveringen uitgezonden. Orimoa werd voornamelijk bedacht door de regisseur, Klaas Rusticus, die in de eerste drie seizoenen ook het scenario schreef. Vaste speler in de laatste drie  seizoenen was Hans Hamstra. Hij was onderwijzer op de Nicolaas Maesschool te Amsterdam.  In het eerste seizoen waren dat broer en zus Floris en Marjolijne Rommerts. De echte hoofdrolspelers waren de kinderen, afkomstig van de Nicolaas Maesschool en de IVO-school te Amsterdam. In elk seizoen schreef Hugo Heinen een aantal van de liedjes, met gastoptredens van onder anderen Josine van Dalsum, Hans Otjes, Berend Boudewijn en Henk Votel.

## Verhaal
Orimoa was heel grillig van opzet. Het ging over een volwassene (Hans) die door een groep kinderen aan de hand werd meegenomen naar een voor hem vreemde wereld, onder andere reizend met een oude legertruck, een huifkar en een zespersoons fiets. Het milieu speelde een grote rol (zoals in ieder jeugdprogramma in die tijd). Er zaten liedjes in die door de kinderen of door Hans werden gezongen. In het begin werden dorpen aangedaan, in alfabetische volgorde te beginnen bij Ameide. Ook was er een seizoen waar een geheimzinnig landhuis in voor kwam.

### Seizoen 1971/1972
Dit waren studio-afleveringen met buitenscènes op film.
Een groep kinderen en één volwassene die door de kinderen aan de hand wordt meegenomen naar een voor hem vreemde wereld, reist in een oude, in bizarre kleuren geschilderde legertruck door het land en komt achtereenvolgens in Ameide, Hilversum, Blokzijl, 's-Heerenberg, De Rijp, Heusden, Lelystad en Montfoort.
- Deel 1. - Uitzenddatum 01-09-1971 - Ameide[1]
- Deel 2. - Uitzenddatum 09-10-1971 - Hilversum[2]
- Deel 3. - Uitzenddatum 06-11-1971 - Blokzijl - "schoorstenen, wolken, zeehonden"[3]
- Deel 4. - Uitzenddatum 04-12-1971 - 's-Heerenberg[4]
- Deel 5. - Uitzenddatum 29-01-1972 - De Rijp[5]
- Deel 6. - Uitzenddatum 26-02-1972 - Heusden[6]
- Deel 7. - Uitzenddatum 25-03-1972 - Montfoort[7]
- Deel 8. - Uitzenddatum 22-04-1972 - Lelystad[8]
- Deel 9. - Uitzenddatum 20-05-1972 - Collage Orimoa (Dode en stervende vissen, Zeehonden op platen in de Waddenzee)[9]

### Seizoen 1972/1973
Dit waren studio-afleveringen met buitenscènes op film, in coproductie met de BRT.
Een groep kinderen en één volwassene die door de kinderen aan de hand wordt meegenomen naar een voor hem vreemde wereld, reist met een huifkar getrokken door twee paarden naar Vlaardingen, Dwingeloo, Bilzen, Rijkhoven, Antwerpen, Blaricum en Valkenburg.
- Deel 1. - Uitzenddatum 07-10-1972 - Vlaardingen - "Op zoek in de paraplu"[10]
  - Aankomst Orimoa-huifkar in Vlaardingen + rondleiding door jeugdige inwoner
  - Verklede kinderen in klederdrachten van div. landen bij spelletjes
  - Vaarshot op Nieuwe Waterweg
  - Straatinterview: "Is een tientje zakgeld voor kinderen van elf veel"
  - Vaarshot op Nieuwe Waterweg
  - Vertrek Orimoa-huifkar
- Deel 2. - Uitzenddatum 04-11-1972 - Dwingeloo - "Het zoeken begint!"[11]
  - Aankomst Orimoa-huifkar in Dwingeloo + rondleiding jeugdig inwonertje
  - Straatinterview in Dwingeloo: "Vindt U het rechtvaardig kinderen te slaan?"
  - Vertrek Orimoa-huifkar
- Deel 3. - Uitzenddatum 02-12-1972 - "Op zoek in de halve bol"[12]
  - In deze aflevering gaat de Orimoa-ploeg, op zoek naar een schat, op pad naar de halve bol die op het vliegveld staat.
    - Start Apollo XI
    - Luchtopname maanoppervlakte
    - Planten Amerikaanse vlag op maan
    - Vliegshots boven wolkendek
    - Vliegshots boven besneeuwde bergkammen
    - Vallende bommen
    - Brand Belfast
    - Intro Zwanenburg
    - Verwoeste stad in Vietnam
    - Brandende huizen in Belfast
    - interview op Schiphol "Weet u hoe een oorlog begint?"
    - De man met de zwarte cape
    - Uitleiding Orimoa
- Deel 4. - Uitzenddatum 30-12-1972[13]
  - Nachtelijke opn. van Orimoa-avonturen
  - Wensen en gedachten voor het jaar 1973 o.a. van Jaap Boersma, Mies Bouwman, Joop Doderer, Herman Krebbers, Rick van der Linden, Henk Terlouw en Joop den Uyl
- Deel 5. - Uitzenddatum 24-03-1973 - Valkenburg[14]
  - Slot; in de grotten van Valkenburg met lied "Wees aardig voor de aarde"

De kinderen in deze uitzendingen waren: Rob de Zeeuw, Martin Perels en enkele anderen.

### Seizoen 1973/1974
Deze serie is geheel op film opgenomen.
Op een meerpersoons fiets ging Hans door het land om de kinderen op te halen voor een nieuw avontuur. In elke uitzending kwam er één kind bij op de fiets. Als de fiets dan eindelijk vol zat kon het avontuur beginnen maar was het ook al voorbij, want tijdens die tocht beleefden ze al allerlei avonturen en leerden ze heel wat bij over Nederland. Ze kwamen in Hoorn, Goes, Rozenburg, Doetinchem, Barlo, Cothen, Amsterdam en Sneek, waar de wereld in rook onderging. De kinderen in deze uitzending waren: Jacques de Koning, Dave Schram, Bart Tau en nog twee andere kinderen.
- Deel 1. - Uitzenddatum 29-12-1973 - De reis begint weer...

Start met Orimoa-fiets bij NCRV-studio, tocht naar Hoorn, zoeken en vinden 1e reisgenoot.
- Deel 2. - Uitzenddatum 26-01-1974 - Jack is niet thuis

Op de Orimoa-fiets naar Goes, zoeken en vinden 2e reisgenoot.
- Deel 3. - Uitzenddatum 23-02-1974 - Stans op het eiland van gisteren

Met de Orimoa-fiets op Rozenburg, afhalen 3e tochtgenote, bezoek aan vuilverbranding AVR, mooie shots verwerking vuil.
- Deel 4. - Uitzenddatum 23-03-1974 - Leve op het land

Met de Orimoa-fiets in Doetinchem en Barlo, afhalen 4e tochtgenote; geboorte van een kalf op de veemarkt in Doetinchem.
- Deel 5. - Uitzenddatum 20-04-1974 - De knipoog van het cherubijntje

Vinden 5e reisgenoot bij orgelbouwerij Verschuren in Cothen (Bouw orgelonderdelen.) De Orimoa-angels op talentenjacht.
- Deel 6. - Uitzenddatum 18-05-1974 - Integrale uitzending

Feestelijke intocht Orimoa-fiets in Sneek.
Opnamen; 27-04-1974

### Seizoen 1974/1975
Ook deze serie is geheel op film opgenomen.
Het Orimoa-team liep door een schijnbaar ondoordringbaar bos, waar ze plotseling een groot en onbewoond landgoed zagen. In elk van de kamers van het grote huis hing "toevallig" een schilderij met de beeltenis van een van de kinderen erop. In elk van de afleveringen stapte een kind zijn of haar schilderij binnen. Een geheimzinnige tuinkabouter die de wacht hield, kwam tot leven en treurde over het verlies van zijn dirigeerstokje. Hans bracht hem uiteindelijk het vermiste stokje en werd een van "hen". Een bourgondisch feest in het park leidde het einde van de serie in maar ook het feest verdween net zo snel als het was gekomen. De kinderen en de volwassene verlieten het grote huis op weg naar een onbekende toekomst.
- De kinderen in het laatste seizoen: Jacqueline Epskamp, Nicolette Bouman, Martijn Hoogendijk, Jacques de Koning en Dave Schram.
- De afleveringen speelden zich, behalve in het grote huis, af in Leiden, de Ardennen, Huizen en het Gooi.
- De scenario’s van deze laatste serie waren geschreven door Peter van Gestel en Anton Quintana.
- De liedjesteksten waren van Hugo Heinen, op muziek van Klaas Rusticus.
- Deel 1. - Uitzenddatum 26-10-1974 - Het geheimzinnige landhuis
- Deel 2. - Uitzenddatum 30-11-1974 - het geheimzinnige landhuis "De schildknaap"
- Deel 3. - Uitzenddatum 04-01-1975 - Het geheimzinnige landhuis
- Deel 4. - Uitzenddatum 08-02-1975 - Het geheimzinnige landhuis
- Deel 5. - Uitzenddatum 15-03-1975 - Het geheimzinnige landhuis "De knapste van de klas" + Liedje "Eén en één"
- Deel 6. - Uitzenddatum 19-04-1975 - Het geheimzinnige landhuis
- Deel 7. - Uitzenddatum 24-05-1975 - Het geheimzinnige landhuis "Waar blijft de muziek nou?" (slot)

## Credits

### Cast
- Volwassen acteurs: Robert Borremans, Floor Rommerts, Marjolijn Rommerts, Hugo Dellas, Josine van Dalsum, Hans Otjes, Berend Boudewijn, Henk Molenberg, Hans Hoekman, Peter Holland en Henk Votel

### Crew
- Muziek: Klaas Rusticus
- Arrangementen: Marinus Metz, Jo Bonte, Wim Franken, Walter Kalischnig, Tristan Keuris, Pi Scheffer en Piet Zonneveld
- Muzikale leiding: Gijsbert Nieuwland, Paul Hupperts, Piet Zonneveld, Marinus Metz
- Uitvoerenden: zanggroep van de Nicolaas Maesschool, het Orimoa-koor, het Orimoa-orkest, het combo van Piet Zonneveld, leden van de Kathedrale Koorschool Utrecht, het Promenade-Orkest en het Radiokoor
- Productie: Jeannet de Boer, Karen Terwiel, Else Flim, Dieke van Waveren en Carla Duetz
- Regie: Klaas Rusticus